# メガロパ

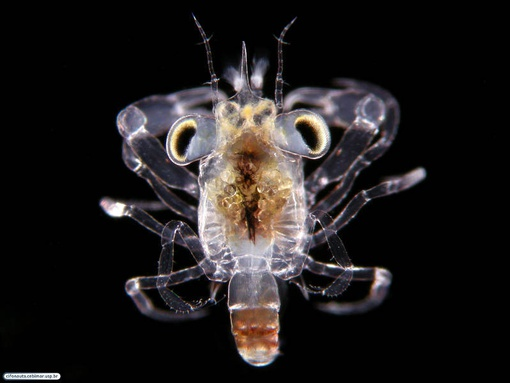
ワタリガニ科のメガロパ

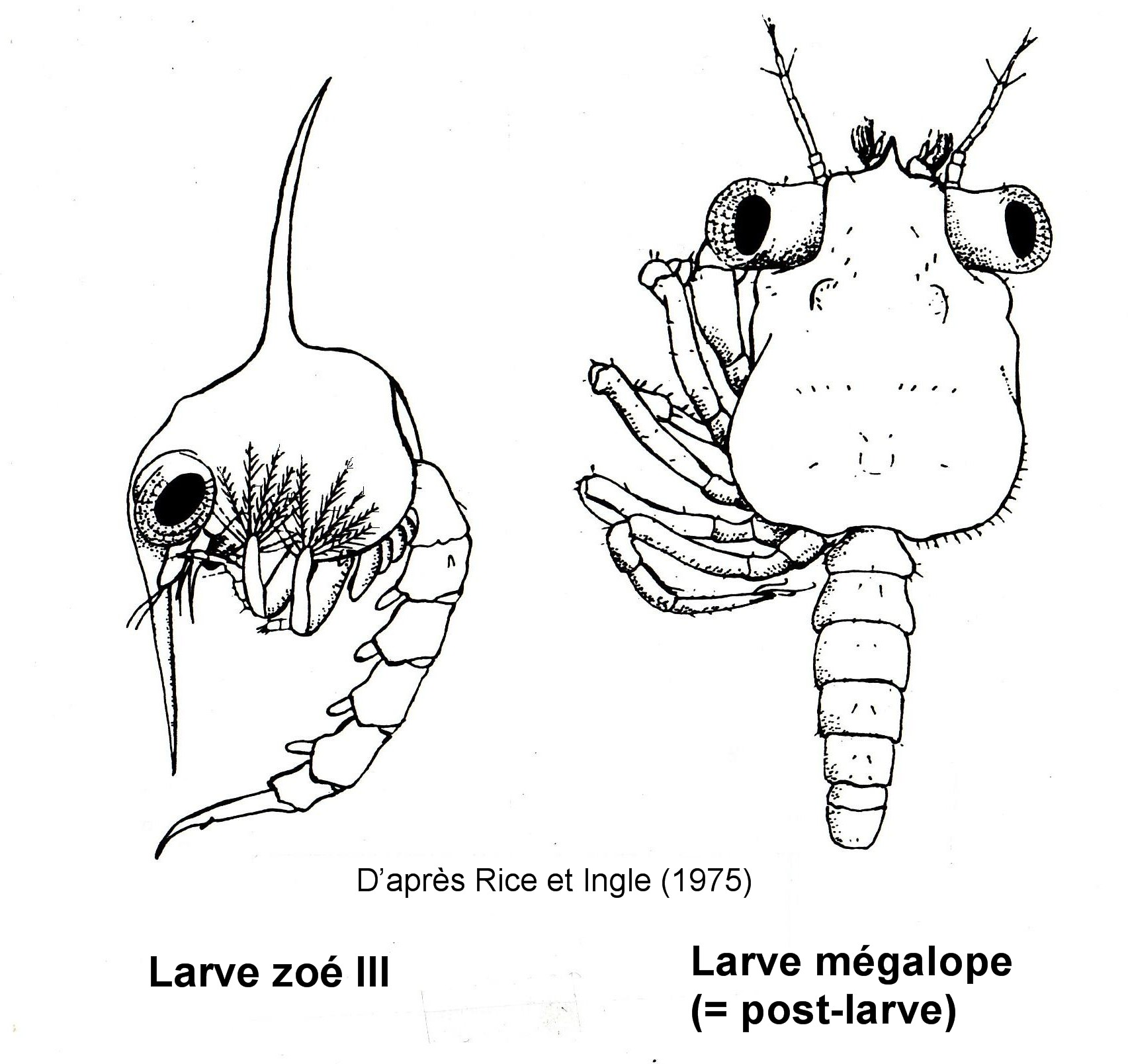
チチュウカイミドリガニのメガロパ（右）とゾエア（左）

メガロパ（megalopa）は、節足動物門甲殻綱十脚目のうち、カニ類の後期幼生のことで、甲殻類の幼生期の第三段階にあたる。
メガロパ幼生、メガローパ、メガロッパともいう。

## 概要

### 体の構造
メガロパは一般に体長は2 - 5 mmであるが、イワガニ科では 1 cmを超えるものも見られる。また、ショウジンガニのメガロパは、脚を広げると2 cmほどの大きさになる。
付属肢は成体同様で、ゾエア幼生と違ってすでに二叉型ではなくなっているが、腹部がまだ後方に伸びたままである。

### 習慣
メガロパは頭部、胸部の付属肢のほかに、遊泳用に発達した第一から第五の腹肢があり、その腹肢の一部あるいは全部を使って遊泳する。
また、鋏脚と歩脚で物につかまることができるほか、歩き回ることや、鋏でエサをちぎることも可能である。
沖合に浮かぶ流れ藻やブイのほか、定置網のロープなどで大量に見つかることがある。

### 脱皮による変化
ゾエアが種ごとにほぼ一定の2 - 5回の脱皮を繰り返すことで、メガロパとなる。メガロパが脱皮を繰り返したのち、適当な場所にたどり着くと、脱皮して稚ガニになる。